# آت‌لی‌حصار (شهود)
آت‌لی‌حصار (به ترکی استانبولی: Atlıhisar) یک منطقهٔ مسکونی در ترکیه است که در شهود (شهر) واقع شده‌است.